# 뉴사우스웨일스 패트리어츠
뉴사우스웨일스 패트리어츠(New South Wales Patriots)는 1934년 창단한 인터내셔널 베이스볼 리그 오브 오스트레일리아와 클랙스턴 실드의 프로 야구 팀이다. 뉴사우스웨일스 주를 연고로 하고 있으며, 홈구장은 블랙타운 야구장이다.